# Вендроньо
Вендроньо (итал. Vendrogno) — коммуна в Италии, располагается в регионе Ломбардия, в провинции Лекко.
Население составляет 328 человек (2008 г.), плотность населения составляет 30 чел./км². Занимает площадь 11 км². Почтовый индекс — 23838. Телефонный код — 0341.
Покровителем коммуны почитается святой Лаврентий, празднование 10 августа.

## Демография
Динамика населения:

## Администрация коммуны
- Официальный сайт: http://www.comune.vendrogno.lc.it/